# 白石隼也
白石隼也（日语：／ Shiraishi Shunya，1990年8月3日—），神奈川縣藤澤市人，是日本演員。隸屬Horipro。身高175cm。
2012年，在特攝作品《假面騎士Wizard》之中飾演男主角，角色為「操真晴人／假面騎士Wizard」。

## 人物
- 愛好足球，滑雪，衝浪。特殊技能如五人制足球。
- 東京綠茵的粉絲。
- 尊敬的為演員強尼·戴普。

## 演出作品

### 電影
- 《制服サバイガール》（2008年12月） -飾 藍田勇平
- 《極道鮮師電影版》（2009年7月11日） -飾 土井隼也
- 《学校裏サイト》（2009年7月25日） -飾  等々力健司 役
- 《大洗にも星はふるなり》（2009年11月7日） -飾 林
- 《海之金魚》（2010年4月10日） -飾 寺島マサル
- 《GANTZ》（2011年1月29日） -飾 櫻井弘斗
- 《GANTZ PERFECT ANSWER》（2011年4月23日） -飾 櫻井弘斗
- 《忍者亂太郎》（2011年7月23日） -飾 小松田秀作
- 《雪花》（2011年8月6日） -飾 田村亨
- 《賭博默示錄2：人生奪回遊戲》（2011年11月5日） -飾 三好智広
- 《Signal～星期一的Lukas～》（2012年6月9日）-飾 宮瀨春人
- 《假面騎士Fourze THE MOVIE 大家的宇宙來了!》（2012年8月4日） -飾 假面騎士Wizard（聲）（特別演出）
- 《假面騎士×假面騎士 Wizard & Fourze MOVIE大戰Ultimatum》（2012年12月8日） -飾 操真晴人／假面騎士Wizard
- 《たとえば檸檬》（2012年12月15日） -飾 年輕警官
- 《假面騎士×超級戰隊×宇宙刑事 超級英雄大戰Z》（2013年4月27日）-飾 操真晴人／假面騎士Wizard
- 《劇場版 假面騎士Wizard in Magic Land》（2013年8月3日） -飾 操真晴人／假面騎士Wizard
- 《假面騎士×假面騎士 鎧武 & Wizard 天下決勝之戰國MOVIE大合戰》（2013年12月14日） -飾 操真晴人／假面騎士Wizard
- 《夢的通道》（2013年12月14日）-飾 中島たかお
- 《平成騎士對昭和騎士 假面騎士大戰feat.超級戰隊》（2014年3月29日） - 操真晴人／假面騎士Wizard
- 《雞皮疙瘩2》（2014年9月2日） -飾 洋平
- 《鏡中的微笑們》（2015年5月30日） -飾 井上遼
- 《流浪者年代記》（2015年6月27日） -飾 亘
- 《偷窺孔》（2016年4月2日） -飾 津田信二
- 《彼岸島Deluxe》（2016年10月15日） -飾 宮本明
- 《假面騎士平成Generations Dr.Pac-Man對EX-AID&Ghost with 傳說騎士》（2016年12月10日）-飾 操真晴人 / 假面騎士Wizard（聲）
- 《東京喰種》（2017年7月29日） -飾 西尾錦
- 《工具人的憂鬱》（2018年1月13日） -飾 坂上榮作
- 《不管媽媽多麼討厭我》（2018年11月16日） -飾 大将
- 《東京喰種S》（2019年7月19日） -飾 西尾錦
- 《GANDABA strings of a broken harp》（2020年1月23日） -飾 Hiroshi
- 《燈火 風之盆》（2020年9月） -飾 山本裕太
- 《1921》（2021年7月1日） -飾 近藤榮藏

### 電視劇
- 《極道鮮師 畢業特別篇》（2009年3月28日，日本電視台）-飾 土井隼也
- 《彩虹閃耀夏之戀》最終話（2010年9月20日，富士電視台）-飾 看舞台劇的男人（客串）
- 《機器女友Q10》（2010年10月16日 - 12月11日，日本電視台）-飾 滝礼二
- 《假面騎士Fourze》（2012年8月26日，朝日電視台）-飾 操真晴人（特別演出）
- 《假面騎士Wizard》（2012年9月2日 - 2013年9月29日，朝日電視台）-飾 操真晴人／假面騎士Wizard
- 《彼岸島》（2013年10月25日 - 12月27日，MBS） -飾 宮本明
- 《我討厭的偵探》（2014年1月17日 - 3月7日，朝日電視台）-飾 戶村流平
- 《花子與安妮》第25 - 26週（2014年9月，NHK）-飾 小泉晴彥
- 《贖罪的奏鳴曲》（2015年1月24日 - 2月14日，WOWOW） -飾 古手川和也
- 《午餐的敦子》第1話（2015年5月12日，NHK BS Premium）-飾 洋太郎
- 《戀聲情人夢》第1、3 - 9話（2016年7月8日 - 9月9日，東京電視台）-飾 吉岡恭士郎
- 《彼岸島 Love is over》（2016年9月19日 - 10月10日，MBS） -飾 宮本明
- 《Good Morning Call愛情起床號 》（2016年10月12日 - 2017年1月11日，富士電視台）-飾 上原久志
- 《真田丸》（2016年，NHK）-飾 木村重成
- 《解謎LIVE》（2016年，NHK BS Premium）-飾 安藝朔太郎
- 《暗黑伴走者～編集長的條件》（2018年3月31日 - 4月28日，WOWOW）-飾 伊東昇太
- 《Good Morning Call - Our Campus Days》 （2018年4月18日 - 6月27日，富士電視台）-飾 上原久志
- 《Signal 長期未解決事件搜查班》第5話 - 第7話（2018年5月8日 - 5月22日，富士電視台）-飾 白石智弘
- 《爆炸头田中》（2019年7月6日 - 9月7日，WOWOW）-飾 高橋進
- 《runway 24》（2019年7月7日 - 9月22日，ABC電視台）-飾 香月彻也
- 《W縣警的悲劇》第6話（2019年9月7日，BS東視）-飾 西窪亮一
- 《午餐聯誼偵探～戀愛、美食與解謎～》第6話（2020年2月13日，讀賣電視台・日本電視台）-飾 勝俣剛史
- 《Last line～刑警岩倉剛～》（2020年6月29日，東京電視台）-飾 杉田雅之
- 《橫山秀夫懸疑劇 沉默的不在場證明》（2020年10月26日，東京電視台）-飾 矢代勲
- 《橫山秀夫懸疑劇 黑白正片》（2020年11月9日，東京電視台）-飾 矢代勲
- 《戀愛漫畫家》（2021年4月8日 - 6月17日，富士電視台） -飾 刈部純
- 《反正妳也逃不掉》第2話 - 第3話（2021年9月30日 - 10月7日，MBS）-飾 粕谷誠一
- 《因此殺人未遂》（2022年1月9日 - 2月6日，WOWOW）-飾 宮本勇吾
- 《婚活偵探》第6話（2022年2月12日，BS東視） -飾 瀬田裕也
- 《家政夫三田園》第五季 第3話（2022年5月6日，朝日電視台） -飾 小石川翔
- 《記憶搜查〜新宿東署事件簿 特別篇2》（2022年6月20日，東京電視台）-飾 須藤勇樹
- 《記憶搜查〜新宿東署事件簿3》（2022年11月4日 - 12月16日，東京電視台）-飾 須藤勇樹
- 《廚刀與小青椒 -一日料理帖-》（2023年3月24日 - 5月26日，WOWOW）-飾 山口緣
- 《勝利的法廷式》第2話（2023年4月20日，讀賣電視台・日本電視台）-飾 池上大輔
- 《Pending Train－8時23分，明天和你在一起》（2023年4月21日 - 6月23日，TBS）-飾 村木一太
- 《帝王的長假》（2023年6月3日 - 7月29日 ，東海電視台・富士電視台）-飾 伊集院大樹
- 《蜜與毒》（2024年1月11日 - 3月21日，BS東視） -飾 小坂亮平
- 《第二次戀愛才完美》（2024年3月5日 - 4月10日，MBS・TBS）-飾 椙本恭介
- 《BILLION×SCHOOL》第10話（2024年9月6日，富士電視台）-飾 桂木惠太
- 《大川と小川的休日搜查》（2024年9月30日，東京電視台）-飾 奧村正樹
- 《小鎮星熱點》（2025年1月12日 - 3月16日，日本電視台）-飾 小野寺充

### 網路劇
- 《奇妙戀愛物語 -THE AMAZING LOVE STORY-》 Episode2「恋するエスパー」（2014年，UULA） -飾 健
- 《我們無法被求婚的101個理由》第二季 第1話（2015年9月2日，LaLa TV） -飾 慶
- 《LAST KISS》（2015年10月16日・23日・30日，YouTube） -飾 冬紀
- 《Good Morning Call愛情起床號》（2016年2月12日，Netflix）-飾 上原久志
- 《Good Morning Call - Our Campus Days》（2017年9月22日，Netflix） -飾 上原久志
- 《東京愛麗絲》 （2017年8月 - 11月，Amazon Prime Video）-飾 小田桐瞬
- 《LOVE SHARING》（2022年5月 - 6月，HIKARI TV） -飾 有馬一哉

## 外部連結
- Horipro官方個人介紹 （页面存档备份，存于）
- 白石隼也的X（前Twitter）
- 白石隼也的Instagram帳戶

| 前任： 福士蒼汰 （假面騎士Fourze） | 日本假面騎士系列主騎士演員 假面騎士Wizard 2012年9月2日-2013年9月29日 | 繼任： 佐野岳 （假面騎士鎧武） |